# فريد همس جونيور
فريد همس جونيور (بالهولندية: Fred Hemmes, Jr.)‏ مواليد 28 يناير 1981 في تيلبورخ، هو لاعب كرة مضرب هولندي سابق بدأ مسيرته كمحترف سنة 1999 وكان يلعب باليد اليمنى. أعلى تصنيف له في الفردي كان المركز الـ 188 في سنة 2004. أعلى تصنيف له في الزوجي كان المركز الـ 107 في سنة 2004.

## النهائيات

### الزوجي: (6)
| الرقم | السنة | الدورة                   | الأرضية | الشريك         | المنافس في النهائي                  | النتيجة في النهائي  |
| ----- | ----- | ------------------------ | ------- | -------------- | ----------------------------------- | ------------------- |
| 1.    | 2002  | كييف، أوكرانيا           | ترابية  | فيديريكو براون | إيراكلي لابادزي يوري شوكين          | 6–4, 6–3            |
| 2.    | 2003  | مونتوبان، فرنسا          | ترابية  | روجير فاسن     | خوان بابلو غوزمان اجناسيو هيراغويين | 6–4, 6–4            |
| 3.    | 2003  | سخييفينينغن، هولندا      | ترابية  | إدوين كيمبس    | أوسكار هيرنانديز سلفادور نافارو     | 3–6, 6–4, 6–3       |
| 4.    | 2004  | مدينة هو تشي منه، فيتنام | صلبة    | ريك دي فوست    | فاديم كوتسينكو يوري شوكين           | 6–3, 6–3            |
| 5.    | 2004  | كيوتو، اليابان           | سجاد    | ريك دي فوست    | ين هسون لو جيسون مارشال             | 6–3, 6–7(8–10), 6–4 |
| 6.    | 2004  | هيلفرسوم، هولندا         | ترابية  | ميلي فان جمردن | أتيلا سافولت غابرييل تريفو          | 7–6(7–3), 7–6(7–3)  |